# Westminster, Massachusetts
Westminster är en kommun (town) i Worcester County i Massachusetts. Vid 2010 års folkräkning hade Westminster 7 277 invånare.

## Kända personer från Westminster
- Marcus A. Coolidge, politiker
- William H. Upham, politiker